# 워터 드랍스 온 버닝 락
워터 드랍스 온 버닝 락(Gouttes D'Eau Sur Pierres Brulantes, Water Drops On Burning Rocks)은 프랑스에서 제작된 프랑소와 오종 감독의 2000년 드라마 영화이다. 베르나르 지로도 등이 주연으로 출연하였다.

## 출연

### 주연
- 베르나르 지로도
- 말리크 지디

### 조연
- 루디빈 사니에
- 애너 레빈

## 제작진
- 프로듀서: 올리비에 델보스크
- 프로듀서: 크리스틴 고즐런
- 프로듀서: 호리코시 켄조
- 프로듀서: 마크 미소니에
- 프로듀서: 알랭 사르드
- 미술: 아르노 드 모레론
- 의상: 파스칼린 샤반느
- 배역: 안토니에트 불라